# Gustav III (porträtt av Alexander Roslin)
Gustav III är en oljemåleri av den svenske konstnären Alexander Roslin år 1775. Det är ett porträtt som avbildar kung Gustav III.
Porträttet visar inte en kung med maktens traditionella attribut utan bilden av en man med milt uttryck. Kungen bär en dräkt i guldbrokad med halskrås och manschetter av spets. På dräkten bär kungen flera utmärkelser, över axeln bär han Serafimerordens blåa band, samt på vänster bröst dess kraschan vilken är briljanterad. Runt halsen bär han även Svärdsordens kommendörskors, även det briljanterat. Under armen ser man en tricorne. Kungen bär sitt hår uppsatta i en frisyr som samlar håret i rullar ovan öronen, samt i en piska eller pung i nacken.
Roslin visar i denna målning hur han excellerar i att måla olika stoffer och texturer.